# Cussac-sur-Loire
Cussac-sur-Loire je naselje in občina v jugovzhodnem francoskem departmaju Haute-Loire regije Auvergne. Leta 2012 je naselje imelo 1.715 prebivalcev.

## Geografija
Kraj leži v pokrajini Velay ob reki Loari znotraj naravnega regijskega parka Livradois-Forez, 8 km južno od Le Puy-en-Velaya.

## Uprava
Cussac-sur-Loire je sedež leta 2014 ustanovljenega kantona Velay vulcanique, v katerega so poleg njegove vključene še občine Alleyras, Arlempdes, Bains, Barges, Le Bouchet-Saint-Nicolas, Le Brignon, Cayres, Costaros, Lafarre, Landos, Ouides, Pradelles, Rauret, Saint-Arcons-de-Barges, Saint-Christophe-sur-Dolaison, Saint-Étienne-du-Vigan, Saint-Haon, Saint-Jean-Lachalm, Saint-Paul-de-Tartas, Séneujols, Solignac-sur-Loire in Vielprat z 11.030 prebivalci (v letu 2012).
Kanton Velay volcanique je sestavni del okrožja Le Puy-en-Velay.

## Zanimivosti
- kapela sv. Blaža de Jonzaca, francoski zgodovinski spomenik od leta 1992;